# Islington
Islington – dzielnica Londynu leżąca w gminie Islington, położona w odległości 6,4 km od centrum Londynu (Charing Cross). Wchodzi w skład okręgu wyborczego Islington South i Finsbury. Posiada kod pocztowy N1. Jest to głównie dzielnica mieszkalna położona w obrębie tzw. „Londynu Wewnętrznego”.
Jest jedną z najgęściej zaludnionych dzielnic w Wielkiej Brytanii (na jeden hektar przypada ponad ok. 138 osób – stan na rok 2011). Mieszkańcy Islington to zróżnicowana populacja, o wyraźnych lewicowych poglądach.

## Historia
W czasach Sasów dzielnica nazywana była „Giseldone” i „Gislandune”.
Islington jest wspomniane w Domesday Book (1086) jako „Iseldone”/„Isendone”. W połowie XVI wieku, dzięki spokojnej atmosferze i łatwemu dostępowi do centrum Londynu, okolica stała się popularnym miejscem wypoczynkowym ludzi zamożnych. W XVII wieku, wskutek rosnącej populacji, usprawniono system wodociągowy dzielnicy. Zaczęto też otwierać liczne puby, z których często korzystali podróżnicy. W XIX wieku wokół parku Islington Green powstało wiele sal koncertowych.
Wiele budynków w Islington bardzo ucierpiało podczas bombardowania w czasie II wojny światowej. Wybudowano tam później liczne lokale socjalne, co doprowadziło do dużego zagęszczenia mieszkańców. W kolejnych dziesięcioleciach dzielnica zaczęła przechodzić proces gentryfikacji i na nowo stała się modna. 

## Znane osoby
- Douglas Adams, aktor
- Adewale Akinnuoye-Agbaje, aktor
- James Beck, aktor
- Tony Blair, były premier
- Helena Bonham Carter, aktorka
- Jay Bothroyd, piłkarz
- Jim Broadbent, aktor
- Alexandra Burke, piosenkarka
- Asa Butterfield, aktor
- Dido, piosenkarka
- Catherine Greenaway, pisarka i ilustratorka
- Leona Lewis, piosenkarka
- George Orwell, pisarz
- Charlie Watts, perkusista The Rolling Stones
- Kenneth Williams, aktor
- Adebayo Akinfenwa, piłkarz

## Galeria
Od lewej: ratusz gminy Islington, park Islington Green, kościół św. Marii, teatr Sadler's Wells, pub The Islington Tap.

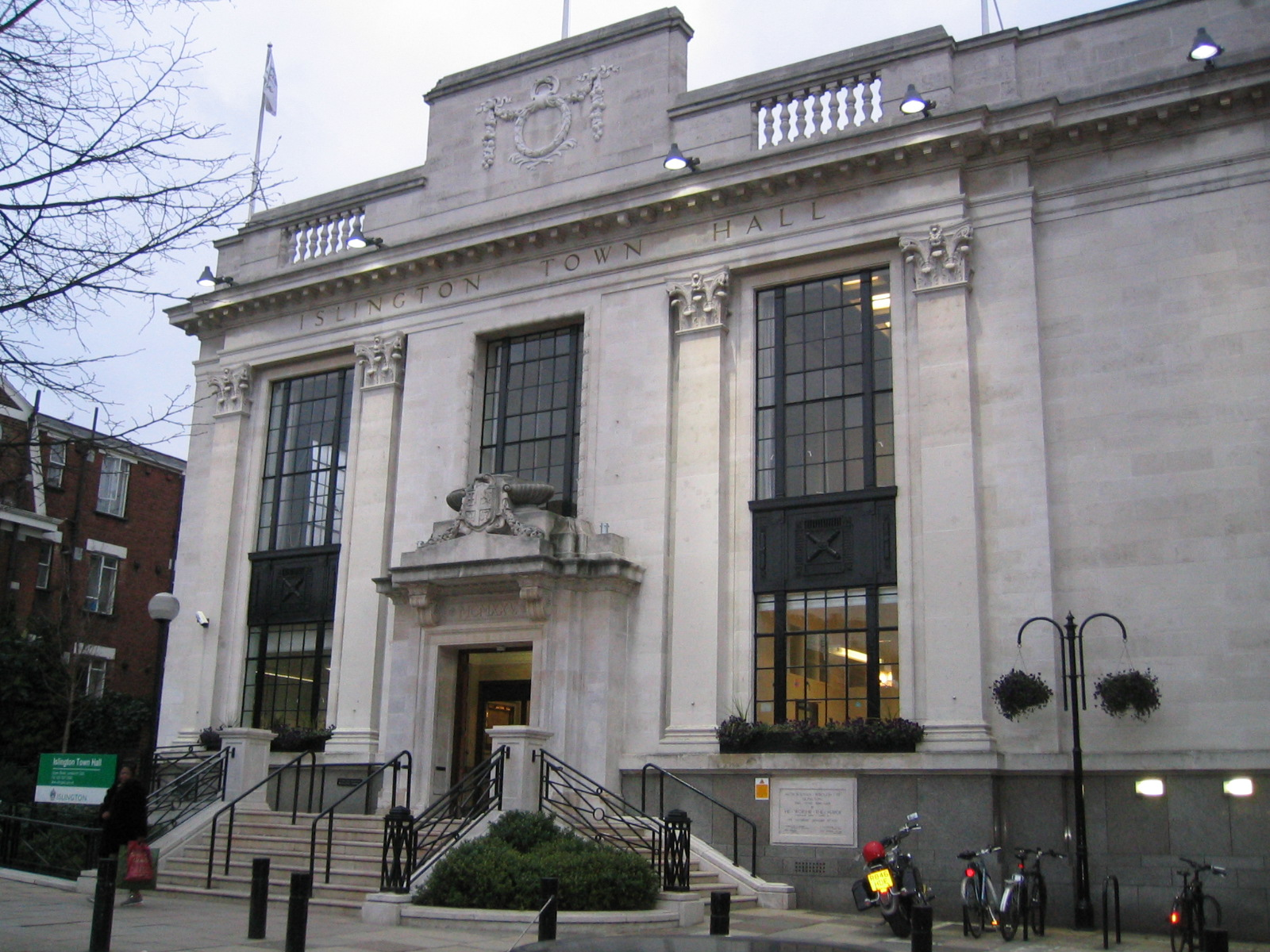
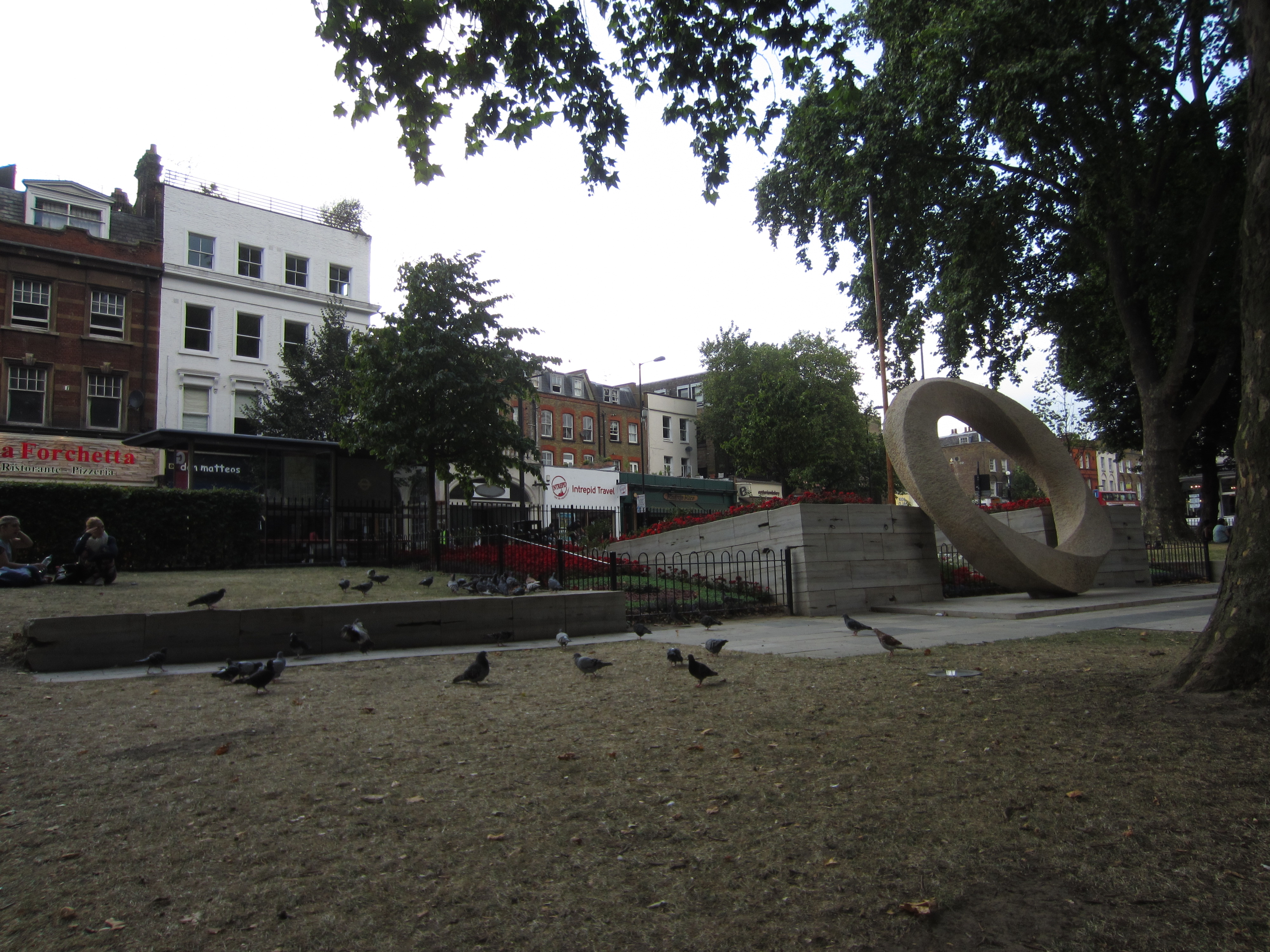
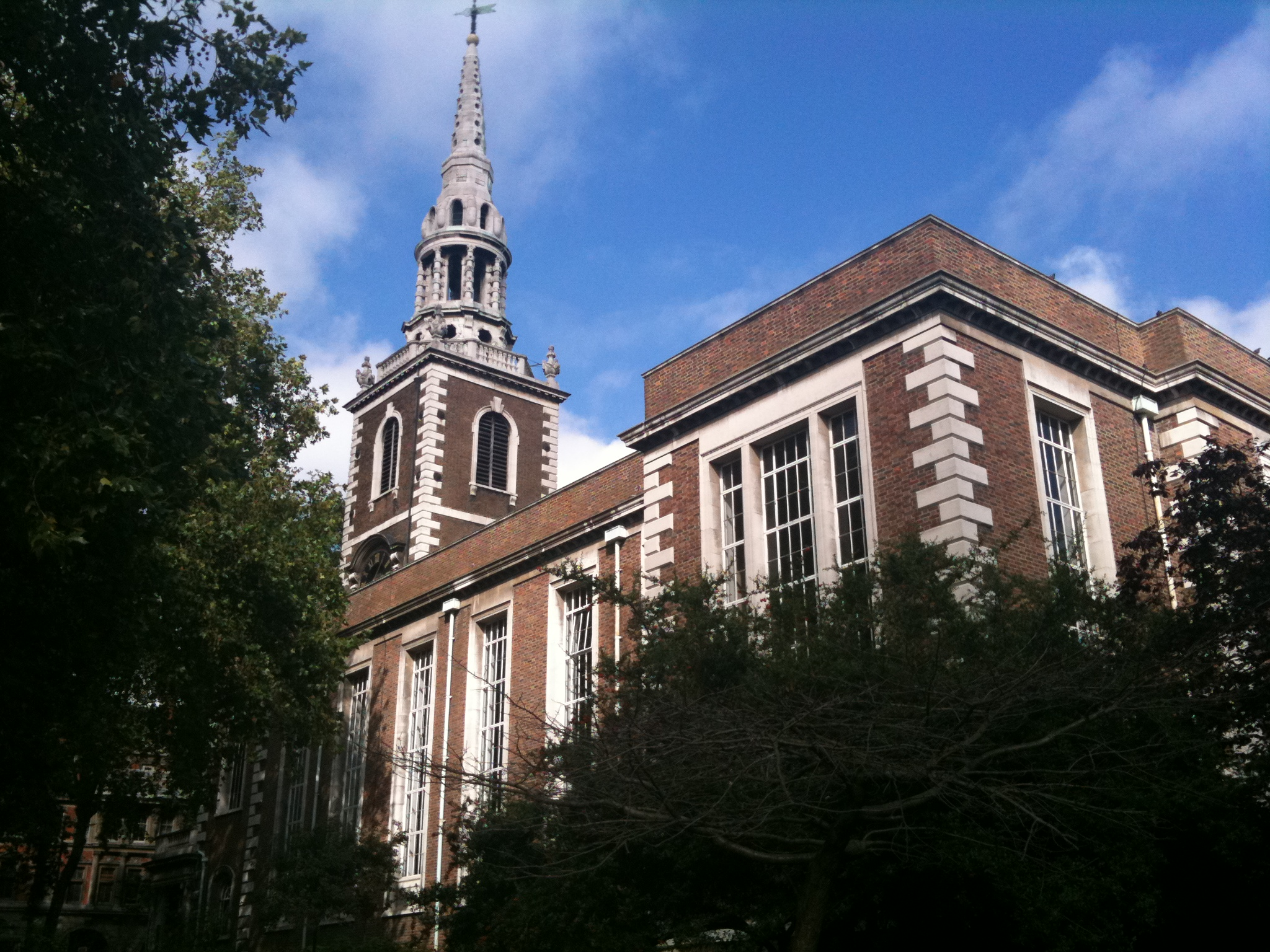
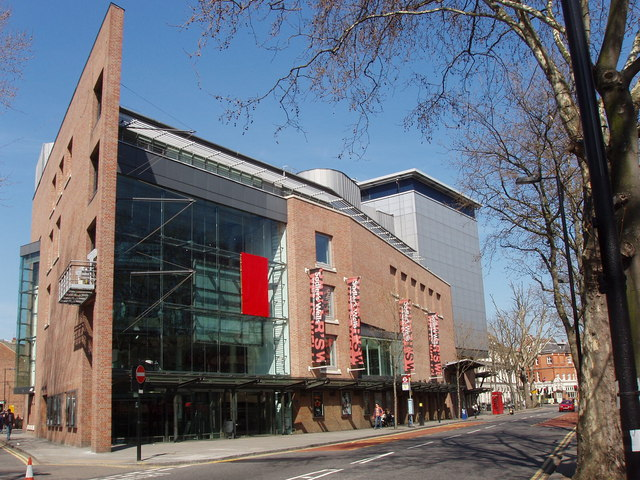
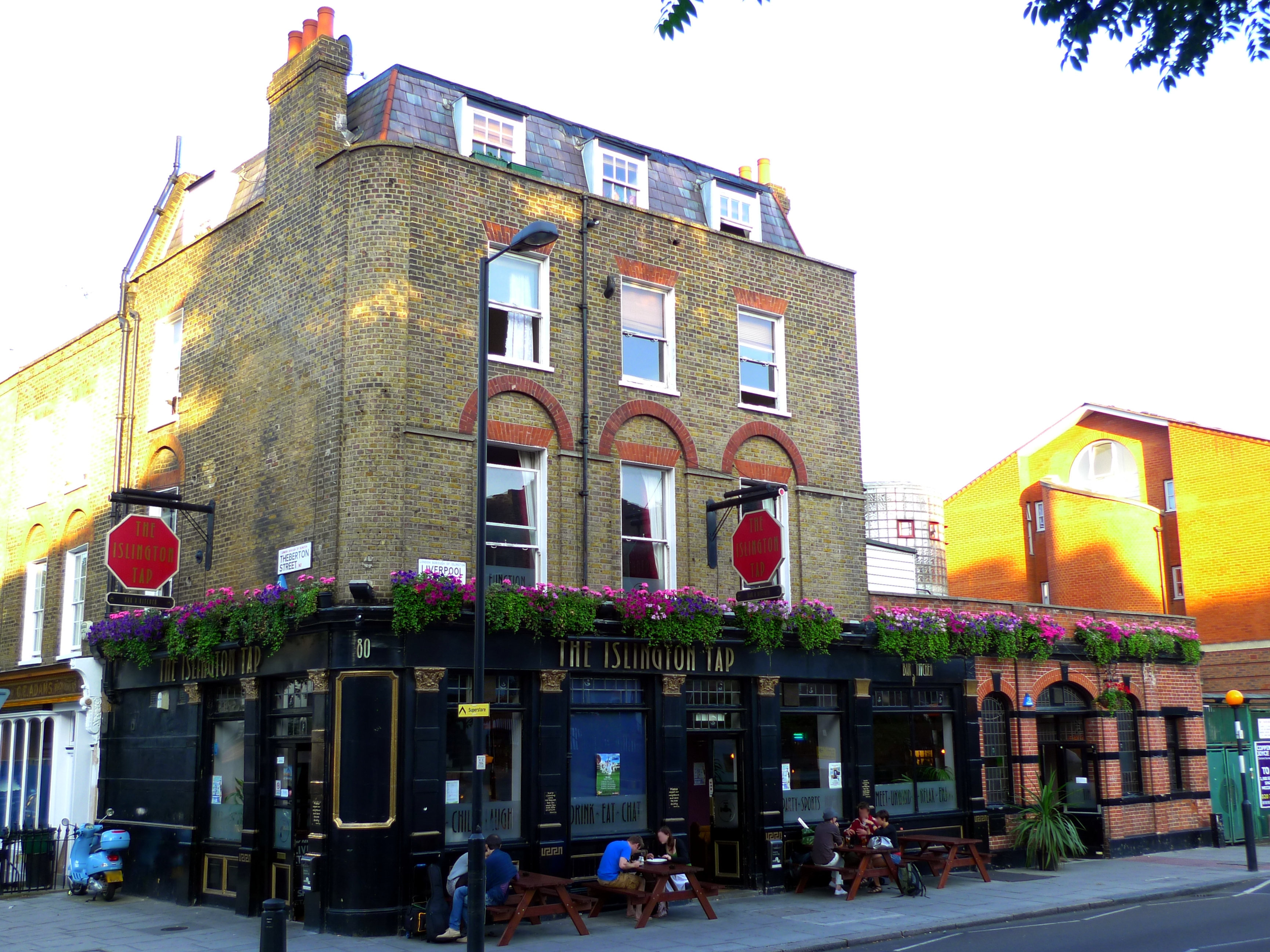